# Łąki Nowohuckie
Łąki Nowohuckie – obszar łąk znajdujący się w Krakowie pomiędzy centrum Nowej  Huty a wiślanym wałem przeciwpowodziowym. W 2003 roku został uznany za użytek ekologiczny. Obszar użytku wynosi 57,17 ha.

## Położenie
Łąki Nowohuckie znajdują się na terenie dzielnicy XVIII Nowa Huta. Jest to rozległe obniżenie terenu, oddzielone od centrum Nowej Huty kilkunastometrową skarpą.
Północną granicę użytku stanowi krawędź stoku. Powyżej znajdują się: osiedle Na Skarpie, osiedle Centrum E, Nowohuckie Centrum Kultury i Szpital Specjalistyczny im. Stefana Żeromskiego.
Od wschodu granicę stanowi zabudowa przy ul. Odmętowej i ogródki działkowe, od zachodu bloki osiedla przy ul. Padniewskiego.

## Historia
Łąki Nowohuckie powstały w miejscu dawnego koryta rzeki Wisły, która płynęła tędy jeszcze w XVIII wieku. Po zmianie jej biegu, po jednym z większych wezbrań rzeki, odcięta od głównego nurtu część dawnego koryta utworzyła na obszarze Łąk tzw. starorzecze. Powstał wtedy niewielki zbiornik wodny o charakterystycznym „sierpowatym” kształcie odpowiadającym staremu zakolu rzeki. Z biegiem lat zbiornik ten stopniowo zmniejszał się wskutek zarastania roślinnością bagienną. Pozostałością starorzecza jest obecnie małe oczko wodne widoczne od strony wschodniej (od strony szpitala im. Żeromskiego).
Ten podmokły teren stopniowo zarastał roślinnością bagienną, co sprawiało, że powierzchnia zbiornika kurczyła się na korzyść trzcinowiska i lądu stałego. Późniejsze prace melioracyjne zmieniały poziom wód gruntowych, co spowodowało wkraczanie roślinności wymagającej mniejszej wilgotności.
W latach 50. XX wieku na obszarze zajmowanym przez Łąki Nowohuckie planowano utworzenie zalewu rekreacyjnego, mającego stanowić integralną część dzisiejszej tzw. Starej Nowej Huty. Plany te nie zostały zrealizowane.
W 2001 roku powstała inicjatywa zachowania tego terenu w stanie niezmienionym dla potrzeb edukacji ekologicznej i rekreacji oraz jego ochrony prawnej. Do 2003 roku trwały badania prowadzone przez specjalistów botaników, ornitologów, geologów i hydrologów, które zaowocowały kompleksową inwentaryzacją zasobów przyrodniczych. 7 maja 2003 roku na sesji Rady Miasta Krakowa podjęto uchwałę uznającą Łąki Nowohuckie za użytek ekologiczny, pierwszy tego typu położony w całości na terenie Krakowa obszar podlegający ochronie, w celu zachowania różnorodności biologicznej. Stopniowo zaczął się proces zagospodarowania terenu: powstała ścieżka przyrodnicza, pomosty widokowe, została utwardzona nawierzchnia wału po stronie południowej.
W 2011 roku Łąki Nowohuckie zostały też włączone do ogólnoeuropejskiej sieci obszarów Natura 2000 (Obszar Natura 2000 Łąki Nowohuckie PLH120069) chroniących szczególnie cenne i zagrożone w Europie siedliska przyrodnicze oraz gatunki roślin  i zwierząt.

## Roślinność łąk nowohuckich
Na terenie użytku potwierdzono ponad 370 gatunków roślin kwiatowych m.in. rzadkie, chronione: storczyki krwiste, goździki kropkowane, rutewka wąskolistna i kozłek lekarski.
O tak dużym zróżnicowaniu gatunkowym decyduje tu występowanie różnych warunków siedliskowych, od wilgotnych łąk poprzez bardziej suchą skarpę po siedliska ruderalne. Utrzymanie różnorodności gatunkowej flory jest możliwe dzięki czynnej ochronie.
Na Łąkach udokumentowano ponad 370 gatunków roślin kwiatowych m.in. rzadkie chronione storczyki krwiste, goździki kropkowane i kozłki lekarskie. Występuje tu przeszło 20 zróżnicowanych zbiorowisk roślinnych – szuwary wysokich turzyc, część szuwarów trzcinowych oraz liczne i bogate zespoły półnaturalne.
Najbardziej charakterystyczne to:
- Łąka świeża (kilka lokalizacji na obrzeżach). Występuje tu ok. 50 gatunków roślin. Są to głównie trawy, rośliny motylkowe i byliny: rajgras wyniosły, kupkówka pospolita, wiechlina łąkowa, tymotka łąkowa, kłosówka wełnista, koniczyna łąkowa i biała, wyka ptasia, komonica zwyczajna, przytulia właściwa i pospolita, chaber łąkowy, krwawnik pospolity, jastrun właściwy, rzeżucha łąkowa, mniszek lekarski.
- Łąka ostrożeniowa (od strony traktu pieszo-rowerowego na grobli i za NCK). Występują tu rośliny wymagające wyższego poziomu wód gruntowych: ostrożeń łąkowy, rdest wężownik, trzęślica modra, przytulia bagienna, skrzyp polny, komonica zwyczajna, firletka poszarpana, kuklik pospolity, knieć błotna (zwana kaczeńcem). W zachodniej części użytku licznie występuje kozłek lekarski.
- Szuwar trzcinowy (w części centralnej i za NCK, a także bardziej na wschód za szpitalem). Jest to zbiorowisko charakterystyczne dla otoczenia zbiorników wodnych. Tu trzcinowiska wypierają wiele gatunków traw i roślin kwiatowych.
- Szuwary turzycowe (na wschód od zbiornika wodnego na wysokości szpitala im. Żeromskiego i od strony ul. Padniewskiego). Występują tu cztery niewielkie powierzchnie (do ok. 100 metrów kwadratowych) stanowiące zbiorowiska turzyc: turzyca błotna, pęcherzykowa, brzegowa i zaostrzona.
- Zarośla z wiązówką błotną (miejsca wilgotne w środkowej części użytku i od strony zachodniej przy ogródkach działkowych). Oprócz wiązówki występują tu dzięgiel leśny, bodziszek błotny oraz pojedynczo ostrożeń łąkowy i żywokost lekarski.
- Zbiorowisko z kosaćcem żółtym (występuje płatowo przy grobli od strony południowej). Razem z kosaćcem występują tu turzyce, ponikło błotne, szczaw lancetowaty, knieć błotna.
- Nadrzeczny łęg wierzbowy (niewielki obszar u podnóża skarpy od strony ul. Padniewskiego). Występują tu wierzba biała, krucha, w runie rosną: pokrzywa zwyczajna, gwiazdnica pospolita, szczaw tępolistny, niecierpek gruczołowaty, malina właściwa, winobluszcz pięciolistkowy, kielisznik zaroślowy.
- Zbiorowisko roślin ruderalnych (skarpa od strony północnej i zachodniej). Występuje tu ok. 200 gatunków roślin kwiatowych m.in. glistnik jaskółcze ziele, pyleniec pospolity, wrotycz pospolity, gorczyca polna, jasnota biała, mierznica czarna, pokrzywa zwyczajna, świerząbek korzenny, bylica pospolita.
- stanowisko sitowia leśnego (u podnóża skarpy przy budynku NCK). Zajmuje ok. 50 metrów kwadratowych.
- stanowisko pałki szerokolistnej (w zagłębieniu wypełnionym wodą w pobliżu NCK). Zajmuje ok. 20 metrów kwadratowych
- stanowisko trzcinnika lancetowatego (wilgotna łąka na wysokości szpitala im. Żeromskiego). Zajmuje powierzchnię ok. 100 metrów kwadratowych.
- zbiorowiska mozgi trzcinowatej (dwa płaty roślinności przy rowach melioracyjnych). Zajmują powierzchnię kilkudziesięciu metrów kwadratowych.
- zbiorowiska dywanowe (miejsca wydeptywane przez ludzi na terenie łąk). Rosną tu życica trwała i sito chude.

## Faunałąk
Łąki Nowohuckie mają również bogatą awifaunę – zanotowano 37 lęgowych gatunków ptaków, wśród nich zagrożone w skali Europy: derkacz, dzierzba gąsiorek i bączek. Derkacz, gąsiorek i bączek wymienione są w załączniku nr. 1 Dyrektywy ptasiej unijnego programu Natura 2000, jako gatunki, które powinny być chronione, poprzez ochronę ich siedlisk.
Wraz z migrującymi ptakami na Łąkach i w ich bezpośrednim sąsiedztwie stwierdzono 78 gatunków ptaków. (rok 2017). Według innego źródła bogactwo siedlisk pozwala na obserwację kilkudziesięciu gatunków, z czego gniazda zakłada na Łąkach ponad 30, a pozostałe mają tu swoje żerowiska, noclegowiska lub zalatują.
Przedstawicielami ptaków gniazdujących na terenie użytku są: rokitniczka, trzcinniczek, łozówka, brzęczka, cierniówka, świerszczak, strumieniówka, perkozek, kokoszka, potrzos, kapturka, błotniak stawowy. Ptakiem, który poluje na terenie łąk jest pustułka i krogulec.
Nielicznie występują tu także czajki i skowronki. W okresie wiosennych przelotów spotyka się mewy śmieszki i mewy białogłowe. Przy krawędzi skarpy północnej żerują ptaki: kawki, sroki, gawrony, a także sierpówki, kwiczoły, kosy, wróble, gołębie grzywacze, szpaki. Od zachodniej strony, w pobliżu lasku łęgowego i na jego terenie spotyka się słowika rdzawego, wilgę, remiza, ziębę, szczygła, dzwońca i kulczyka.
Bączek odbywa lęgi  w sąsiedztwie łąk, przy ul. Lesisko, gdzie znajduje się dawne starorzecze Wisły.
Bogactwo gatunków dotyczy również owadów. Występują licznie rzadkie gatunki motyli dziennych: modraszek telejus i modraszek nausitous oraz czerwończyk fioletek i czerwończyk nieparek. Wymienione motyle są zagrożone wyginięciem w większości krajów Europy. Dlatego w sposób szczególny chroni się je na obszarach Natura 2000, jako tzw. przedmioty ochrony, a także podlegają one ścisłej ochronie na terenie  naszego kraju.
Modraszki spotyka się zwłaszcza w południowo-zachodniej części łąk, gdzie w lipcu kwitnie krwiściąg lekarski, ich roślina żywicielska, na której składają jaja.
Czerwończyka fioletka można zaobserwować na łąkach głównie późną wiosną (pierwsze pokolenie) oraz w pełni lata (drugie pokolenie). Rośliną żywicielską dla jego gąsienic jest rdest wężownik, który kwitnie w maju (licznie na łące ostrożeniowej), pojedyncze kwiatostany widoczne są nawet do jesieni.
Z kolei gąsienice czerwończyka nieparka żerują wyłącznie na kilku gatunkach szczawiu, głównie na szczawiu lancetowatym, który rośnie wzdłuż wypełnionych wodą rowów.
Na terenie łąk spotyka się także bardziej pospolite gatunki: bielinek kapustnik, latolistek cytrynek, rusałka pawik, paź królowej, Rusałka kratkowiec, rusałka admirał, przestrojnik trawnik.
Zaobserwowano tu także w niewielkiej liczbie płazy. Występuje tu głównie ropucha szara.
Gady to: jaszczurka żyworodna i jaszczurka zwinka, widywany był także zaskroniec.
Na łąkach spotyka się także sarny i dziki.

## Ścieżka przyrodnicza
Wokół Łąk Nowohuckich biegnie ścieżka przyrodnicza, która składa się z 7 przystanków. Na ścieżce zamontowano tablice, na których umieszczono informacje dotyczące zbiorowisk roślin i gatunków zwierząt występujących na trasie.
Rozpoczyna się ona od tablicy umieszczonej przy budynku NCK, biegnie na zachód u podnóża skarpy w kierunku ul. Padniewskiego, gdzie na skraju lasu łęgowego znajdują się trzy przystanki. Następnie prowadzi wałem od strony południowej w kierunku wschodnim. Na tym odcinku trasy znajdują się cztery przystanki oraz dwa pomosty widokowe, które umożliwiają bliższą obserwację terenu, zwłaszcza ptaków.
Łąki razem z Laskiem Mogilskim i korytarzem rzeki Dłubni stanowią jedne z najbogatszych miejsc pod względem przyrodniczym w Krakowie. Są także cenne pod względem dydaktycznym i umożliwiają prowadzenie zajęć dla studentów kierunków ekologicznych na krakowskich uczelniach. Służą również rekreacji.

## Zagrożenia i ochrona czynna
Łąki Nowohuckie zostały włączone do ogólnoeuropejskiej sieci obszarów Natura 2000 głównie w celu ochrony rzadkich motyli występujących na tym terenie oraz siedlisk łąkowych, które stwarzają warunki ich życia i rozwoju. Stąd zagrożenia występujące na obszarze łąk zostały opisane w projekcie Planu zadań ochronnych dla obszaru Natura 2000 Łąki Nowohuckie PLH120069.
Degeneracja siedliska może nastąpić w przypadku zdominowania roślin żywicielskich dla motyli przez rośliny inwazyjne takie jak: trzcina pospolita, nawłoć kanadyjska. Podstawowe zabiegi prowadzone na terenie użytku to koszenie. Regularnie koszone są tereny zajęte przez trzcinę pospolitą i zmniejszanie jej areału do poziomu koniecznego do gniazdowania ptaków. Łąki świeże kosi się głównie późną jesienią, inne tereny raz do roku lub rzadziej w zależności od potrzeb, skoszona roślinność jest usuwana. Ważna jest też wysokość koszenia (minimum 15 cm), bez uszkadzania kopców mrówek wścieklic, które biorą udział w cyklu rozwojowym modraszków.
 
Kolejnym zagrożeniem jest obniżenie poziomu wód gruntowych, od których zależne są siedliska łąk z roślinami żywicielskimi dla motyli.
Istotne znaczenie ma odpowiednie czyszczenie rowów melioracyjnych z zachowaniem na skarpach szczawiu ze względu na motyla czerwończyka nieparka a także wykonanie na rowach odprowadzających wody z obszaru Łąk Nowohuckich zastawek, z możliwością regulacji przepływu wody na poszczególnych odcinkach. Istniejące na terenie łąk oczko wodne jest okresowo odmulane i pogłębiane ( ostatnio w 2015 roku).

## Plany
W planach jest stworzenie zespołu przyrodniczo-krajobrazowego „Park Starorzecza Wisły w Nowej Hucie” przylegającego do Łąk Nowohuckich, który ma obejmować między innymi dzisiejszy teren Lasku Łęgowskiego (informacja z 2017 roku).
Dokument „Kierunki Rozwoju i Zarządzania Terenami Zieleni w Krakowie na lata 2019–2030” przyjęty Zarządzeniem Prezydenta Miasta Krakowa we wrześniu 2019 roku wskazał na terenie Nowej Huty stanowiska z ekosystemami zasługującymi na ochronę w formie użytku ekologicznego: Lasek Łęgowski, Lasek Mogilski i Starorzecze w Mogile, tereny w pobliżu Łąk Nowohuckich. W dokumencie tym jest także wzmianka o planowanym powiększeniu powierzchni użytku do 59,75 ha (tereny dobrze zachowanych łąk stanowiących siedlisko chronionych motyli).

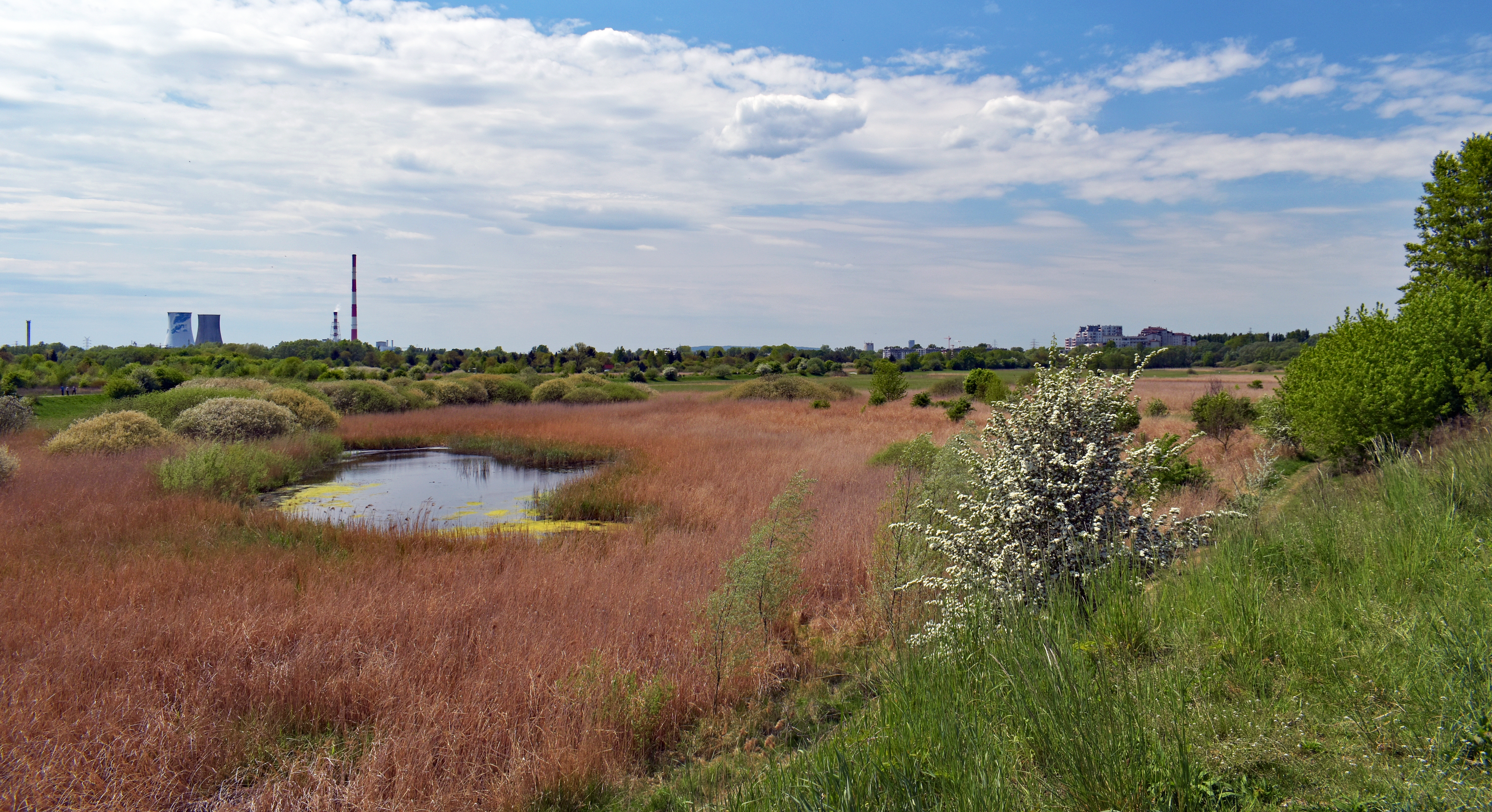
Staw i szuwar trzcinowy
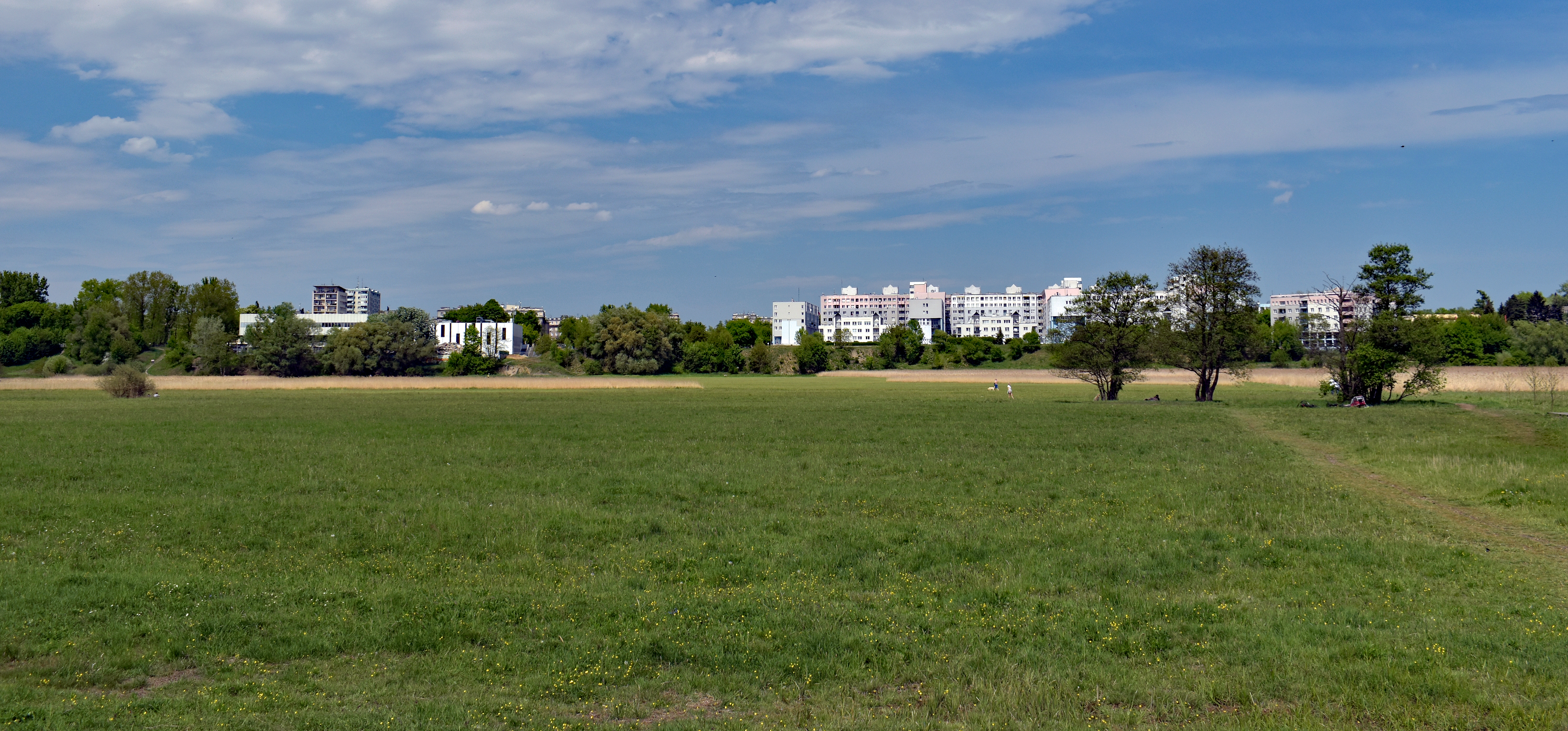
Widok z południa na wiślaną skarpę, pl. Centralny, NCK i okoliczne osiedla
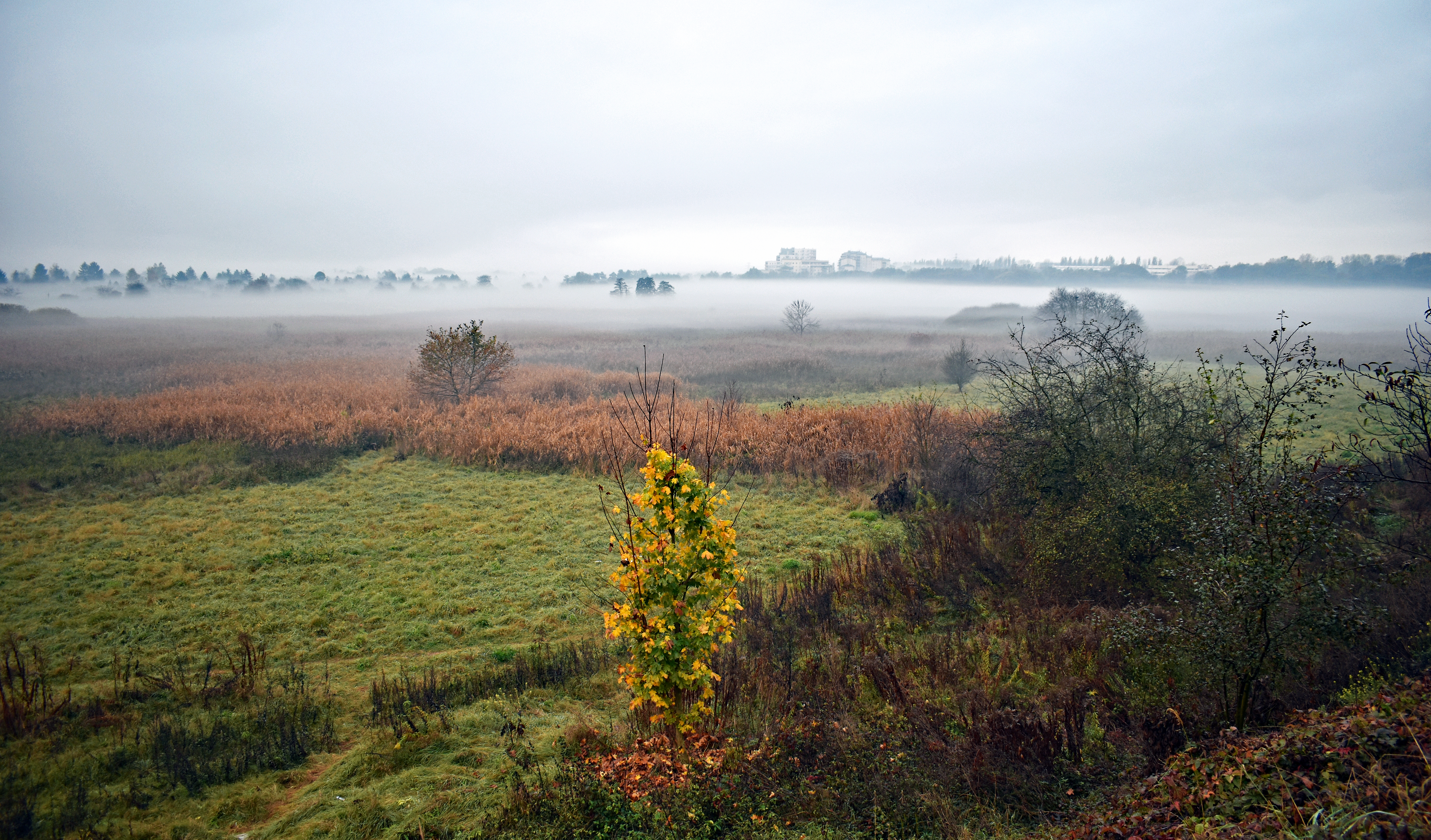
Jesień
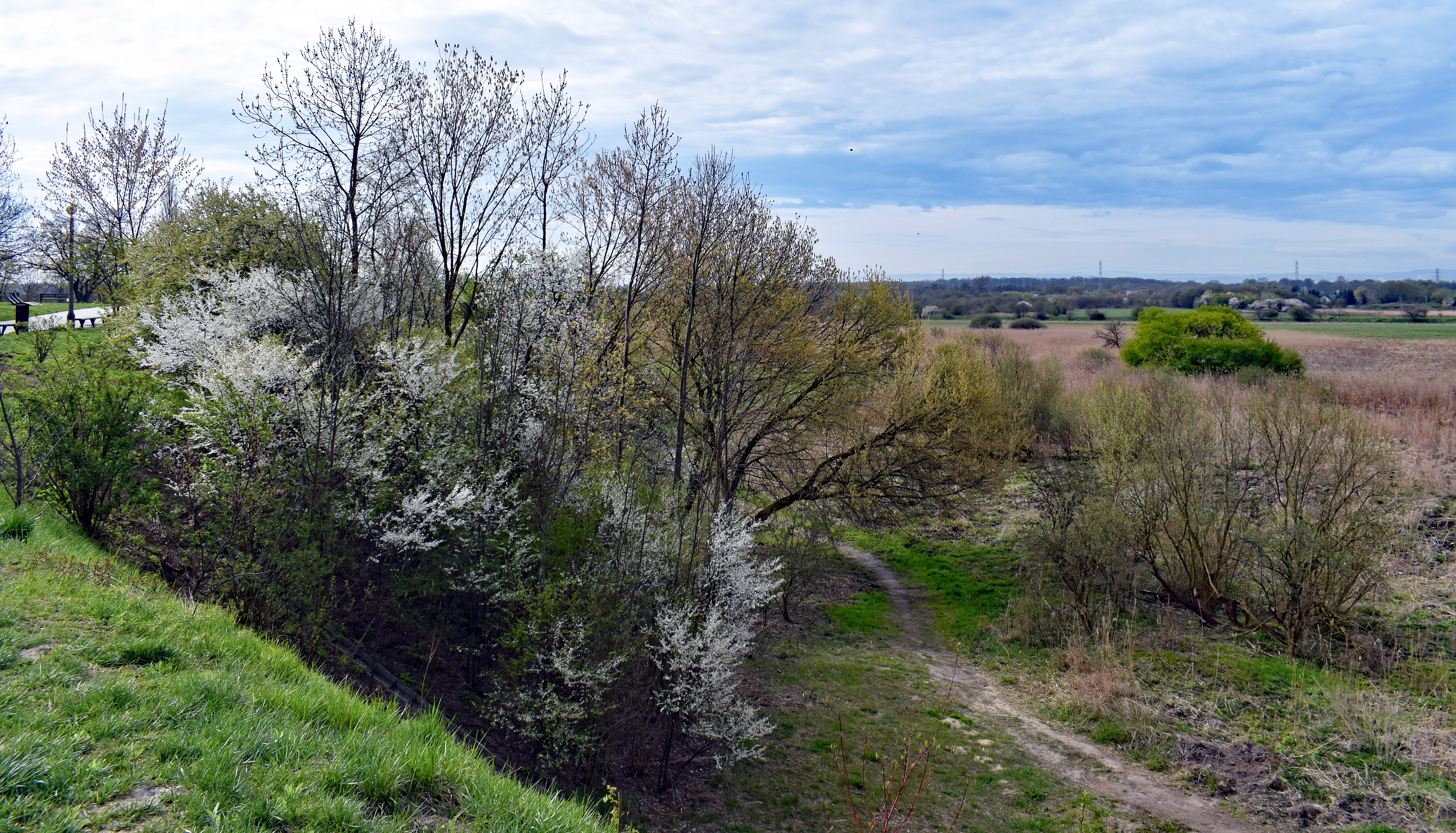
Skarpa wiosną
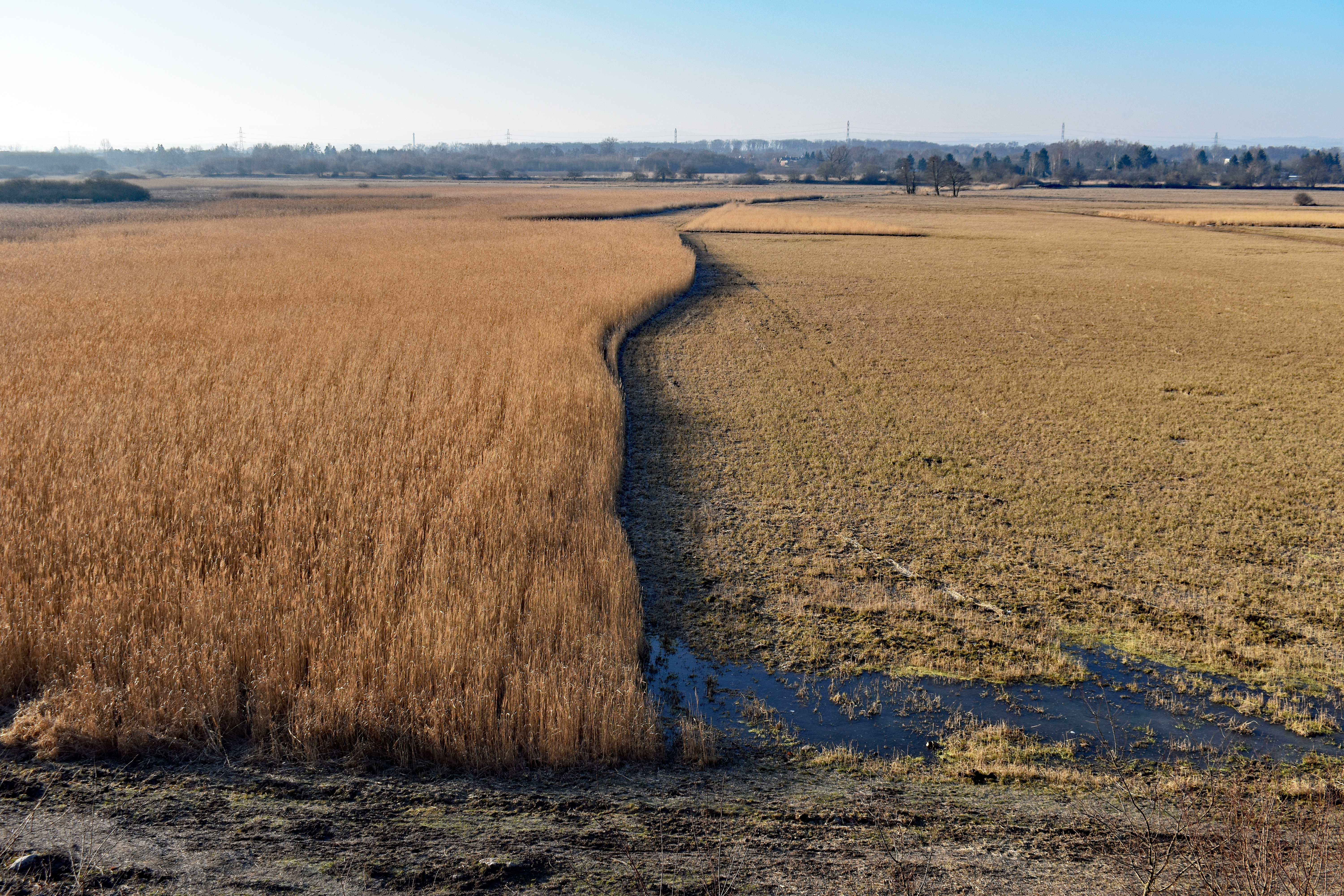
Trzciny i łąka koszona